# Laverda 750
La Laverda 750 è una motocicletta sportiva prodotta dalla casa motociclistica italiana Moto Laverda dal 1997 al 2001, basandosi sul progetto della Laverda 668.

## Descrizione
La Laverda inizia la produzione della 750 nel 1997 derivandola dalla Laverda 668, della quale mantiene quasi inalterata la ciclistica e il telaio, ma aumentandone la cubatura al fine di creare maggior interesse nel pubblico di fascia media.
Le caratteristiche peculiari di questo modello sono un design del frontale in stile retrò, ispirato ai tipici fanaloni delle Moto Laverda che negli anni 70/80 correvano e vincevano nelle varie endurance tipo il Bol d'Or, il motore bicilindrico in linea a richiamare il propulsore delle Laverda 750 SF degli anni 1970, telaio di alluminio e serbatoio sotto sella (per abbassare il baricentro e migliorare l'agilità).
Nei vari cicli di produzione vennero poste in commercio la 750 S (1997-1998), la 750 S Formula (1998), la 750 Sport (1999-2001), la 750 SS (Super Sport) (1999-2001), la 750 Formula (1999-2001).
Si potevano scegliere 2 varianti, con carenatura e senza, e potevano essere arricchite con numerosi accessori tipo parafanghi in carbonio, pompe freno/frizione radiali, piastre sterzo modificate, sospensioni speciali, scarichi in carbonio, pedane in magnesio con comando marce rovescio, eprom con mappa race.